# Carlos Arturo Torres
Carlos Arturo Torres Peña (Santa Rosa de Viterbo, 18 de abril de 1867 - Caracas, 11 de julio de 1911) fue un escritor, traductor, ensayista, político, periodista, diplomático y poeta colombiano.

## Biografía
Graduado como abogado de la Universidad Externado de Colombia, se dedicó a la par a la cátedra universitaria (en la Universidad Republicana, hoy Universidad Libre (Colombia) en donde enseñó Derecho Internacional Público) y al periodismo, fundando varias publicaciones periódicas, entre las que se destacan La Crónica (1898-99), El Nuevo Tiempo (iniciado en 1901 en compañía de José Camacho Carrizosa) y La Civilización (1910).
En 1908 publicó en Colombia la traducción al español del libro el gato negro escrito por Edgar Allan Poe y en 1909 publica sus tres obras más importantes: Obra Poética, Estudios Ingleses y el compendio de ocho ensayos Idola Fori, en el cual hace una fuerte crítica social al desarrollo de los países latinoamericanos en particular, y del mundo en general. Fue también miembro de la Academia Colombiana de la Lengua.
Destacó como un dirigente moderado del Partido Liberal, oponiéndose a Rafael Uribe Uribe en la declaración de la Guerra de los Mil Días y promoviendo la concertación al servir como funcionario de gobiernos conservadores: enviado especial a Francia (1898), Ministro del Tesoro (1903), Ministro de Hacienda (1904), cónsul en Liverpool (1905-1909) y en Madrid (1909) y ministro plenipotenciario en Venezuela, donde falleció.

## Libros traducidos al español
- El gato negro - Edgar Allan Poe - 1908
- El Cuervo, poema - Edgar Allan Poe - 1907
- La carta robada - Edgar Allan Poe 1906
- Berenice - Edgar Allan Poe 1905